# Gyimkar (sockenhuvudort i Kina, Qinghai Sheng, lat 32,82, long 100,28)
Gyimkar (kinesiska: 吉卡, 吉卡乡, 吉要当吾达) är en sockenhuvudort i Kina. Den ligger i provinsen Qinghai, i den nordvästra delen av landet, omkring 450 kilometer söder om provinshuvudstaden Xining. Antalet invånare är 2 211. Befolkningen består av 1 069 kvinnor och 1 142 män. Barn under 15 år utgör 26,0 %, vuxna 15-64 år 68 %, och äldre över 65 år 5,0 %.
Runt Gyimkar är det mycket glesbefolkat, med 5 invånare per kvadratkilometer. Det finns inga andra samhällen i närheten. Trakten runt Gyimkar består i huvudsak av gräsmarker.
Genomsnittlig årsnederbörd är 848 millimeter. Den regnigaste månaden är juni, med i genomsnitt 189 mm nederbörd, och den torraste är december, med 3 mm nederbörd.